# جوایز بریت ۲۰۱۸
جوایز بریت ۲۰۱۸ (انگلیسی: 2018 Brit Awards) در ۲۱ فوریه ۲۰۱۸ در ورزشگاه او۲ آرنا لندن در لندن برگزار شد. این سی و هشتمین دوره جوایز سالانه موسیقی پاپ صنعت ضبط صدای بریتانیا بود. در ۸ دسامبر ۲۰۱۷، جک وایتهال به عنوان میزبان مراسم اعلام شد. همچنین آنیش کاپور تندیس‌های مراسم را که به برنده‌ها اهداء شد، طراحی کرد. فو فایترز، دوآ لیپا و اد شیرن از جمله ستاره‌های جهانی نامزد دریافت جایزه در این مراسم بودند.